# Actaea cretacea
Actaea cretacea es una especie extinta de crustáceo decápodo de la familia Xanthidae que vivió durante el Cretáceo en la actual Texas, Estados Unidos.